# Ahmed Omar
Ahmed Omar (em árabe: أحمد عمر; nascido em 1933) é um ex-ciclista marroquino. Nos Jogos Olímpicos de Verão de 1960 em Roma, competiu em duas provas de ciclismo de estrada.